# Dracaena cristula
Dracaena cristula là một loài thực vật có hoa trong họ Măng tây. Loài này được W.Bull mô tả khoa học đầu tiên năm 1878.